# Petropawliwśka Borszczahiwka
Petropawliwśka Borszczahiwka (ukr. Петропавлівська Борщагівка) – wieś na Ukrainie, w rejonie buczańskim (obwód kijowski). Liczy 6312 mieszkańców (2005). Miejscowość bezpośrednio graniczy z miastem Kijowem.

## Informacje ogólne
Wieś położona nad niewielką rzeczką Borszczahiwką, po zachodniej stronie obwodnicy Kijowa. Przez centrum miejscowości przebiega główna ulica – Soborna, przy której znajduje się szkoła, urząd gminy i niewielki plac z pomnikiem poświęconym żołnierzom Armii Czerwonej. We wsi znajdują się trzy świątynie – katolicka i dwie prawosławne. W południowej części niewielka elektrownia.

## Historia
Wieś założona została w 1497 jako Borszcziwka (Борщівка). W późniejszych czasach była własnością metropolitów kijowskich.
Siedziba dawnej gminy Petropawłowska Boroszczahówka w powiecie kijowskim.

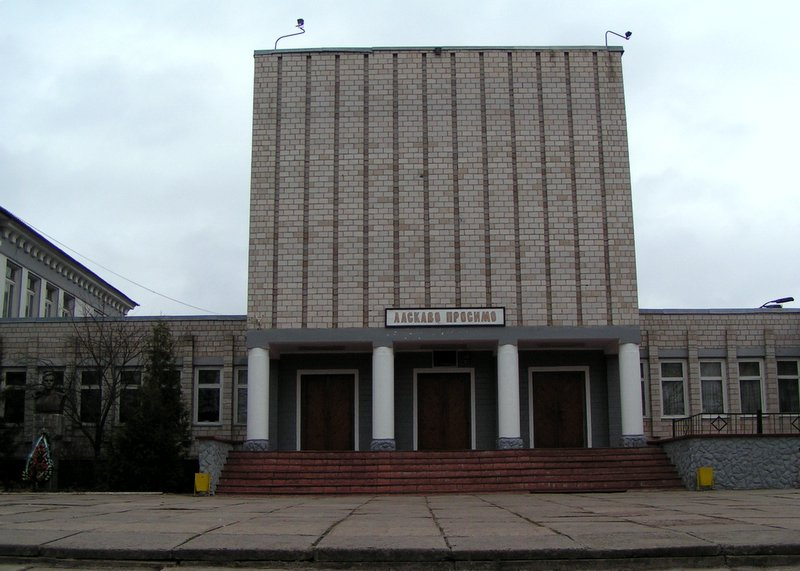
Szkoła

Od 1937 Petropawliwśka Borszczahiwka należy do obwodu kijowskiego. Od wielu lat planuje się włączenie wsi w skład miasta Kijowa.